# Louis Talpe

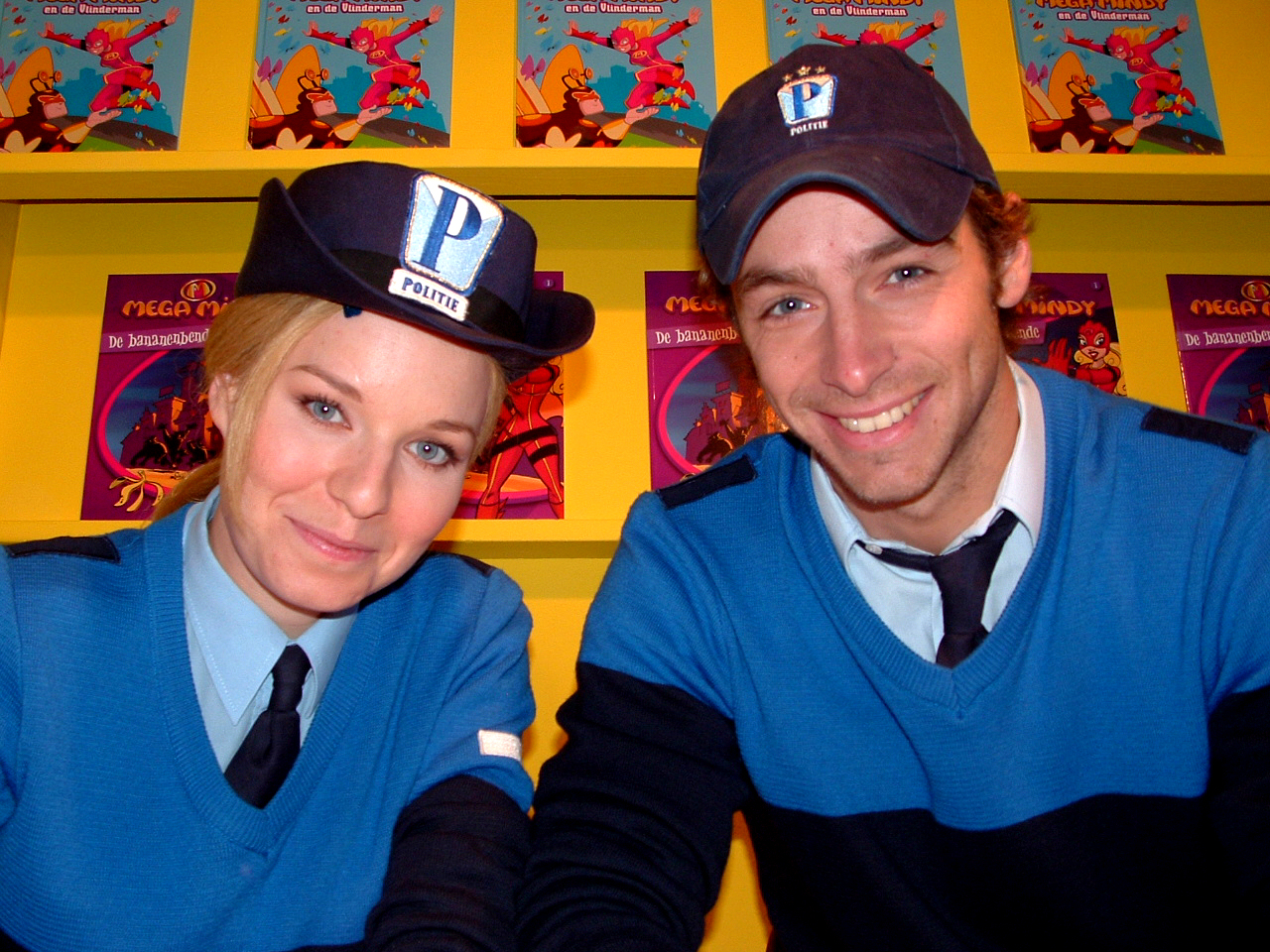
Met Free Souffriau op Boekenbeurs 2007, als Mieke Fonkel en agent Toby uit de televisieserie Mega Mindy.

Louis Talpe (Kortemark, 22 mei 1981) is een Vlaams acteur en presentator. Hij speelde in onder meer het Studio 100-programma Mega Mindy, als agent Toby.

## Carrière
Talpe vertolkte gastrollen in onder meer 16+, Spring, De Kotmadam, Zone Stad en Rupel. In 2006 kreeg hij een rol als Toby en Mega Toby in Mega Mindy, een productie van Studio 100. Van september 2008 tot januari 2009 was Talpe bezig met de opnamen van de VRT-reeks Goesting.
Op 5 maart 2012 was Talpe voor het eerst te zien als Mike Brandt in de soapserie Goede tijden, slechte tijden. Op 29 augustus 2013 werd bekend dat Talpe in de televisieserie Verliefd op Ibiza de rol van dj Lo-Tus ging spelen.
Vanaf het tweede seizoen van de Eén-serie De Ridder (televisieserie) speelt hij Thomas De Kuyper.
In 2016 is hij presentator van Eeuwige roem op VIER. In 2018 is Talpe de teamcaptain van Team België in het programma Holland-België.

## Televisie

### Vaste rollen
| Jaar                       | Titel                        | Rol              | Soort programma | Zender      |
| -------------------------- | ---------------------------- | ---------------- | --------------- | ----------- |
| 2006-2014                  | Mega Mindy                   | Toby             | Kinderprogramma | Ketnet      |
| 2009                       | Slot Marsepeinstein          | Kapitein Wachter | Kinderprogramma | Nickelodeon |
| 2010                       | Goesting                     | Hannes Blondeel  | Fictieserie     | Eén         |
| 2012-2013 (afl. 4436-4745) | Goede tijden, slechte tijden | Mike Brandt      | Soap            | RTL 4       |
| 2013                       | Verliefd op Ibiza            | dj Lo-Tus        | Televisieserie  | SBS6        |
| 2014                       | Aspe                         | Eric Vranckx     | Politieserie    | VTM         |
| 2014-2016                  | De Ridder                    | Thomas De Kuyper | Televisieserie  | Eén         |
| 2015-2017                  | Spitsbroers                  | Roel Thevenage   | Televisieserie  | VTM         |
| 2015                       | De zoon van Artan            | Artan            | Televisieserie  | Ketnet      |
| 2016                       | Of Kings and Prophets        | Eliab            | Televisieserie  | ABC         |
| 2018                       | Tegen de Sterren Op          | diverse rollen   | Televisieserie  | VTM         |
| 2021-2024                  | Onder Vuur                   | Orlando Foncke   | Televisieserie  | Eén / VRT 1 |

### Gastrollen
| Jaar      | Titel                                | Rol                 | Soort programma            | Zender  | Aflevering                        |
| --------- | ------------------------------------ | ------------------- | -------------------------- | ------- | --------------------------------- |
| 2001      | Familie                              | klant               | Soap                       | VTM     | Seizoen 11, aflevering 104        |
| 2002      | Familie                              | kelner              | Soap                       | VTM     | Seizoen 11, aflevering 103 en 151 |
| 2003      | Familie                              | bezorger            | Soap                       | VTM     | Seizoen 12, aflevering 163        |
| 2003      | Familie                              | politieagent        | Soap                       | VTM     | Seizoen 13, aflevering 89         |
| 2003-2004 | Zone Stad                            | Marcel              | Politieserie               | VTM     | Seizoen 1, aflevering 1, 7-8      |
| 2003      | Team Spirit                          | speler Buffalo Boys | Komische televisieserie    | VTM     | Seizoen 1, aflevering 2           |
| 2004      | Rupel                                | Thomas              | Politieserie               | VTM     | Seizoen 1, aflevering 7           |
| 2004      | De Kotmadam                          | Yuri                | Komische televisieserie    | VTM     | Seizoen 14, aflevering 2          |
| 2005      | Spring                               | Erik                | Jongerensoap               | Ketnet  | kwam in 2 afleveringen voor       |
| 2006      | 16+                                  | Mario               | Vlaamse televisieserie     | Eén     | Seizoenen 1 en 2                  |
| 2007      | Wittekerke                           | Joeri               | Soap                       | VTM     | Seizoen 14, aflevering 67-68      |
| 2008      | Familie                              | vriend Shirley      | Soap                       | VTM     | Onbekend                          |
| 2008      | Happy Singles                        | Steven              | Vlaamse sitcom             | VTM     | Seizoen 2, aflevering 1           |
| 2008      | Sara                                 | klant               | Telenovela                 | VTM     | aflevering 162                    |
| 2009      | Click-ID                             | Phille              | Vlaamse televisieserie     | Ketnet  | aflevering 10                     |
| 2010      | De Kotmadam                          | TJ                  | Komische televisieserie    | VTM     | Seizoen 18, aflevering 9          |
| 2010      | Witse                                | Pieter Vandervurst  | Vlaamse televisieserie     | Eén     | Seizoen 8, aflevering 5           |
| 2011      | Vermist                              | Rik Van Baelen      | Vlaamse televisieserie     | VT4     | Seizoen 3, aflevering 9           |
| 2011      | Het Gordijnpaleis van Ollie Hartmoed | Greg                | Nederlandse televisieserie | Zapp    | aflevering 1-4                    |
| 2012      | Parade's End                         | Canadese kapitein   | Historische televisieserie | HBO     | aflevering 4                      |
| 2015      | Vossenstreken                        | Peter Rutten        | Politieserie               | VTM     | Seizoen 1, aflevering 1           |
| 2017      | Allemaal Chris                       | ruiter              | Sketchprogramma            | VTM     | aflevering 4                      |
| 2017      | Nachtwacht                           | Lennert             | Kinderprogramma            | Ketnet  | Seizoen 3, aflevering 5           |
| 2020      | Black-out                            | Johan Liebaers      | Vlaamse televisieserie     | Eén     | aflevering 3-6                    |
| 2021      | Beau Séjour                          | Nicholas Moens      | Vlaamse televisieserie     | Eén     | Seizoen 2, aflevering 1-8         |
| 2022      | The Window                           | Marcel Lemaire      | televisieserie             | Streamz | Seizoen 1, aflevering 1-4         |

### Shows
| Jaar       | Titel                                   | Rol                           | Zender/locatie      |
| ---------- | --------------------------------------- | ----------------------------- | ------------------- |
| 2008       | Mijn Sport Is Top                       | Zichzelf (deelnemer)          | Ketnet              |
| 2009       | Steracteur Sterartiest (seizoen 3)      | Zichzelf (deelnemer)          | Eén                 |
| 2010       | Sterren op de Dansvloer (seizoen 4)     | Zichzelf (deelnemer)          | VTM                 |
| 2011, 2012 | De klas van Frieda (seizoen 2 en 4)     | Zichzelf (deelnemer)          | Eén                 |
| 2012       | LINDA. Kippenvel Concert                | Zichzelf (zanger)             | Heineken Music Hall |
| 2015       | K3 zoekt K3                             | Zichzelf (stemacteur)         | VTM                 |
| 2016       | De Slimste Mens ter Wereld (seizoen 14) | Zichzelf (deelnemer)          | Play4               |
| 2018       | Holland-België                          | Zichzelf (teamcaptain België) | RTL 4 en VTM        |

## Film
| Jaar | Titel                                     | Rol                   |
| ---- | ----------------------------------------- | --------------------- |
| 2009 | Het geheim van Mega Mindy                 | Toby/Mega Toby        |
| 2010 | Daijobu (korte film)                      | Louie                 |
| 2010 | Mega Mindy en het Zwarte Kristal          | Toby                  |
| 2011 | Gooische Vrouwen                          | hotelbediende         |
| 2011 | Mega Mindy en de Snoepbaron               | Toby/Mega Toby        |
| 2013 | De Club van Sinterklaas & De Pietenschool | vader van Lucas       |
| 2015 | F.C. De Kampioenen 2: Jubilee General     | redder bij helikopter |
| 2015 | Wat mannen willen                         | Vincent               |
| 2018 | Niet schieten                             | Gilbert Van de Steen  |
| 2020 | The Racer                                 | Dominique Chabol      |
| 2022 | Lightyear                                 | Buzz Lightyear (stem) |
| 2023 | Het geheugenspel                          | Theo Deridder         |
| 2023 | Oei, ik groei!                            | Kaj                   |
| 2025 | Patsers                                   | Vincent               |
| 2025 | iHostage                                  | Winston               |

## Musical
In 2014 speelde Talpe mee in de spektakelmusical '14-'18.

## Privéleven
Talpe is sinds 2019 getrouwd en heeft twee kinderen.